# Jürgen Elert Kruse

Jürgen Elert Kruse (Kupferstich aus dem Jahr 1770 von Johann Christian Gottfried Fritzsch)

Jürgen Elert Kruse (* 27. November 1709 in Hamburg; † 30. Januar 1775 ebenda) war ein deutscher Pädagoge und Autor.

## Leben und Wirken
Kruse wurde in Hamburg geboren und lehrte bereits als 15-Jähriger an der Kirchenschule von Sankt Nikolai. Im Jahr 1733 wurde er zum ordentlichen Lehrer gewählt. Unter seiner Leitung wurde die Kirchenschule als sogenannte Kaufmannsschule bekannt. Er veröffentlichte mehrere Werke zum Münz- und Wechselwesen. Bis zu seinem Tod im Jahr 1775 hat er insgesamt 2333 Schüler unterrichtet.

## Familie
Kruse war dreimal verheiratet. Seine erste Ehe ging er 1731 mit Maria Elisabeth Bode († 1734) ein. Zum zweiten Mal verheiratete er sich 1735 mit Margaretha Brauer († 1762). Die dritte Ehe ging er mit Anna Catharina, Witwe von Heinrich Mester, ein. Kruse hatte insgesamt 15 Kinder aus diesen drei Ehen. Johann Joachim Kruse (1753–1813) war ein Sohn aus der zweiten Ehe und wurde sein Nachfolger als Lehrer an der Kirchenschule von Sankt Nikolai.

## Werke (Auswahl)
- Eine auf einer kupfernen Bogen-Platte gestochene Rabatt-Tafel, vermittelst man den Rabatt für 7 u. 13 Monat, von allen Summen unter 15100 Mark, durch eine einmalige Addition, sehr compendiös finden kann. Hamburg 1735.
- Geld-Coursen Berechnung, darinnen durch viele Aufgaben Anleitung ertheilt wird, allerlei Münzsorten, ganz und stückweis zu berechnen. Hamburg 1736.
- Neue Compendiöse Geld-Taffeln, bestehende aus neun, in 2 Kupfer-Figuren, gestochene Tabellen, vermittelst welchen man den Unterschied pro Centum zwischen allerley, sowohl schwere als leichte Geld-Sorten; ingleichen wie viel ein Stück der besonders allhier roullirenden Müntz-Sorten, in allerley Geld werth sey, überaus commode berechnen kann; deren Gebrauch und Nutzen zulänglich angewiesen, und zum Dienst derer, die mit Gelder negotiiren. Hamburg 1737.
- Der neuen Compendiösen Geld-Taffeln zweiter Theil. Bestehende aus 5, in einer Kupfer-Figur gestochenen Tabellen, vermittelst welchen man, überaus leicht, ohne das geringste Rechnen, sogleich gantz genau ersehen kann, ob in Zahlungen Current-Geld, oder Neue Zwey-Drittel, oder Fransche Zwey-Drittel, oder Louis d'Or, oder Zwey Gute Groschen-Stücke am besten anzunehmen, oder auszugeben seyn, deren Gebrauch u. Nutzen umständlich angewiesen, u. zum Dienst derer, die mit Einnahme u. Ausgabe solcher Geld-Sorten zu schaffen haben. Hamburg 1738.
- 24, auf einer kupfernen Bogen-Platte gestochene, Wechsel-Maschinen, dadurch man alle Wechsel-Coursen zwischen Hamburg und Amsterdam per England, Frankreich, Italien, Portugal, Spanien, Danzig, Königsberg, Stockholm und ganz Deutschland, als Augsburg, Braunschweig, Bremen, Breslau, Frankfurt, Leipzig, Nürnberg, Wien etc. arbitriren, und den jedesmaligen Gewinn oder Verlust darauf pro Centum, ohne das geringste Rechnen, blos durch Anlegung eines oder des andern dabey gehörigen Zeigers, augenblicklich finden kann; nebst einer umständlichen Anweisung des Gebrauchs von 5 Bogen. Hamburg 1738.
- Zuverlässige bequeme Holz-Tafeln, welche theils nach Maaßgebung der Preisen eines Quadrat-Fußes, für einen Fuß Bauholz, sowohl von zugerichteter verschiedener Dicke und Breite, als auch von dem runden Holze, den richtig berechneten Werth anzeigen, theils aber die Berechnung der eichenen Dielen oder Bohlen zu Craveelen; und den ganzen Inhalt eines Baumes und eines Fußes von demselben, an Cubic-Füßen und Zöllen zu Schätzung seines Werths, zum Gegenstand haben. Hamburg 1746.
- Eine nach dem Alphabet entworfene und erklärte Vorzeichnung der gebräuchlichsten, aus der Lateinischen, Französischen, Italianischen und mehr anderen fremden Sprachen entlehnten Wörtern, deren man sich im Teutschen, sonderlich bey der Kaufmannsschaft, in Handels-Sachen, Buchhalten, Brief-Wechsel, bey den Zeitungs-Schreiben, Unterredungen, Wissenschaften und vor Gerichten zu bedienen pfleget. Hamburg 1748.
- Kurzgefaßte nach vorkommenden Preisen eingerichtete Waaren-Tafeln, bestehende in Proportional-Zahlen, vermittelst welcher man von allen solchen Waaren, die in Hamburg mit 7, 13 und 16 Monat Rabatt, entweder in Lüb. oder Fläm. Währung, eingekauft oder verkauft werden, den contanten Belauf durch eine einzige leichte Multiplication finden kann. Hamburg 1749.
- Allgemeiner und besonders Hamburgischer Contorist. Welcher sowohl von den vornehmsten, in und ausser Europa gelegenen Städten und Ländern, ihren Währungen, Münzen, Wechsel-Arten und Usanzen, umständliche Nachricht ertheilet, und derselben beschriebene Gewichte und Maassen, gegen die, so zu Hamburg, und an andern Orten gebräuchlich sind, genau vergleichet; als auch die Wechsel-Vorfälle, welche sich zu Hamburg, und vielen andern berühmten Plätzen begeben, in richtiger Ordnung des Alphabets vorstellet, und die sämmtlichen Frag-Stücke der Wechsel-Rechnung nach der neuesten und bequemsten Methode aufzulösen anweiset. 1. Auflage. Hamburg 1753 (Digitalisat).[3]
- Zuverlässige Silber- und Gold-Rechnungs-Probe, nebst einer Anleitung, den Disconto von Wechsel-Briefen, und den Belauf der Stücke von Achten in Hamburg, nach den Preisen, wofür sie in Amsterdam und London zu haben sind, durch die bequemste Rechnung zu finden. Hamburg 1763.
- Zuverlässige Rechnungs-Tafeln, die das verarbeitete Silber und Gold, in Absicht des Werthes und der Ligirung, nebst Vergleichung des Gewigtes und Gehaltes, nach näherer Anzeige des Vorberichts, zum Gegenstande haben. Hamburg 1764.
- Hamburger Münz- und Wechsel-Pari Tafel, welche die Vergleichung der Silber-Münzen und des feinen Silbers, samt den Gold-Münzen und dem Golde, gegen Banco und Courant Geld, nebst dem Cours in Wechseln und der praktischen Proportion zwischen Gold und Silber zum Gegenstande hat. Hamburg 1767.
- Vergleichungs-Tafel über den Geld-Cours in Hamburg, welche anzeiget, was denen vollwigtigen güldenen und silbernen Münz-Sorten, in Absicht des enthaltenden Goldes und Silbers, gegen Banco-Valuta für ein Cours gebühre. Hamburg 1768.
- Proportions-Tafel, woraus zu sehen was sich in Hamburg, bey jedesmaliger Verwechselung der Species- oder Courant-Dukaten und Friedrichs d'Or gegen Banco oder courantes Silber-Geld und Barren-Silber für eine praktische Proportion zwischen Gold und Silber ergebe. Hamburg 1768.
- Verhältnisse, worin die Louis d'or und andern 5 Thaler-Stücke zu den Rechnungsmünzen in Europa in Vergleichung stehen; nach Maaßgebung des Preises, welchen dieselben, oder des Werthes, den die geprägten und roullirenden güldenen Münzsorten an den benannten Orten haben, dem deutschen Commerz zum Dienste ausgearbeitet und ausgegeben. Hamburg 1771.